# Alexandru Ciocâlteu
Alexandru Cristian Ciocâlteu (sinh ngày 16 tháng 4 năm 1990) là một cầu thủ bóng đá người România thi đấu ở vị trí tiền vệ cho Petrolul Ploiești.